# Simon Batz (Jurist)
Simon Batz, genannt Simon von Homburg, Simon Baechcz de Homburg und weitere Varianten (* um 1420 in Oberhomburg (heute Hombourg-Haut), Hochstift Metz; † 3. August 1464 in Lübeck) war ein Jurist, Ratssyndikus und Frühhumanist in der Hansestadt Lübeck.

## Leben
Simon Batz stammte aus Oberhomburg (heute Hombourg Haut, Département Moselle, im Mittelalter auch „Bischofshomburg“ genannt) unweit von Metz und wurde um 1420 geboren. Vermutlich besuchte er eine Diözesanschule im Bistum Metz. Im Herbst 1438 wurde er an der Universität Erfurt immatrikuliert, offenbar als Stipendiat des Bischofs von Metz Konrad Bayer von Boppard. Nach dem Studium der freien Künste (Artes) bestand er 1440/41 das Bakkalaureats- und 1444 das Magisterexamen. Das spätestens 1444 begonnene Studium des weltlichen und des Kirchenrechts schloss er 1449 als baccalaureus und 1455 als Lizentiat ab. 1448 ist er als Kollegiat des neugegründeten Juristenkollegs nachweisbar, blieb jedoch auch in der Artistenfakultät tätig und war hier 1453 Dekan. 1457 wurde er zum Doktor beider Rechte (Doctor iur. utr.) promoviert. Im selben Jahr 1457 war er Rektor der Universität.
Anfang 1458 wurde er als Nachfolger des Syndicus Arnold Sommernat von Bremen, der als Professor nach Erfurt ging, zum Ratssyndicus in Lübeck berufen. Zu seinen ersten Aufgaben gehörte die diplomatische Vertretung der Stadt im Lüneburger Prälatenkrieg. 1459 war er Vertreter Lübecks beim Fürstentag von Mantua und in den folgenden Jahren oft am Hof von Kaiser Friedrich III. in Wien.
Im Frühjahr 1464 kam er nach Lübeck zurück und erneuerte seinen Vertrag, starb jedoch schon Anfang August an der Pest. Sein Nachfolger als Syndicus wurde der aus Erfurt stammende Johannes Osthusen († 1506).
Batz wurde in der Lübecker Marienkirche begraben. Die Grabplatte enthielt sein Vollbild und wurde 1633 von dem Marienpastor Jacob Stolterfoht zweitverwendet. Der Stein war vor dem Ersten Weltkrieg bereits abgetreten und ist heute nicht mehr nachweisbar.
2013 erhielt das neue Schulzentrum in Ober-Homburg den Namen Groupe scolaire Simon Batz.

## Bibliothek

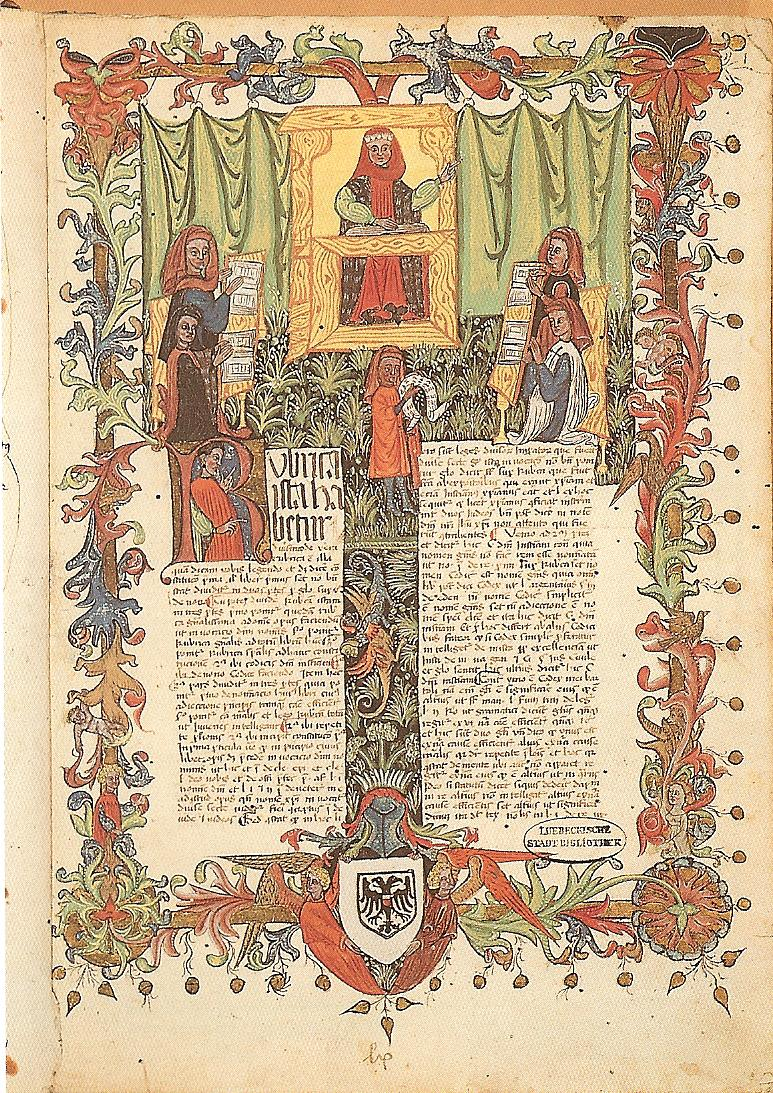
Kommentar zum Römischen Recht von Bartolus de Saxoferrato mit Buchmalerei des Erfurter Meister Johannes Falkenstein

In seinem (zweiten) Testament von 1464 räumte Batz der Stadt Lübeck ein Vorkaufsrecht an seiner Handschriftensammlung ein, das diese gegen Zahlung von 300 Rheinischen Gulden an seine Schwestern auch wahrnahm. Seine Sammlung wurde zur Keimzelle der Ratsbibliothek und damit später der Stadtbibliothek. Die Sammlung enthielt laut der dem Testament beiliegenden Aufstellung 397 Titel, vor allem juristische Schriften, aber auch lateinische Klassiker. Etwa ein Drittel davon lässt sich heute noch in der Stadtbibliothek nachweisen. Zu ihren Spitzenstücken zählt eine Briefsammlung, die Batz 1449 erworben und laufend ergänzt hatte und aus der Wilhelm Wattenbach 1873 einzelne Stücke veröffentlichte, sowie eine Handschrift des Kommentars zum Römischen Recht von Bartolus de Saxoferrato.